# Пеја (име)
Пеја је мушко словенско име које значи „онај који је отворен или слободан“. У Србији је ово име изведено од имена Петар. У Хрватској је ово женско име изведено од имена Петра, у новије време прилично ретко, а заступљено највише у Загребу, Зденцима и Сиску. Занимљиво је да се име појављује и у данском језику (пише се латиничко „Peja“) и намењено је девојчицама.